# PCDD

Strutture di 2,3,7,8-sostituiti policlorodibenzodiossine

PCDD è la sigla utilizzata per indicare le policloro-dibenzo-p-diossine, famiglia di diossine che presentano più sostituenti cloro sui due anelli benzenici. Le PCDD vengono comunemente misurate, come d'altra parte le diossine e le sostanze correlate in genere, in tossicità equivalente (TEQ) alla tetracloro-dibenzo-p-diossina (TCDD). Le policlorodibenzodiossine hanno differente tossicità in relazione alla loro differente struttura e tossicocinetica; la TCDD è ritenuta essere la diossina più potente e costituisce il composto di riferimento per la determinazione della TEQ. È possibile mettere in relazione la concentrazione effettiva di una PCDD con la relativa tossicità equivalente tramite l'uso del fattore di equivalenza tossica (TEF): alla TCDD è stato assegnato un fattore eguale a 1, mentre le altre policlorodibenzodiossine possiedono un fattore minore.
L'Organizzazione Mondiale della Sanità ha identificato 7 PCDD tossiche assegnando loro un fattore di equivalenza tossica internazionale.
La seguente tabella mostra il TEF relativo alle PCDD che l'OMS allerta nell'ambito delle emissioni in ambiente derivate da attività antropica.
| PCDD                                                 | TEF   |
| ---------------------------------------------------- | ----- |
| 2, 3, 7, 8-tetraclorodibenzodiossina (TCDD)          | 1     |
| 1, 2, 3, 7, 8-pentaclorodibenzodiossina (PeCDD)      | 0,5   |
| 1, 2, 3, 4, 7, 8-esaclorodibenzodiossina (HxCDD)     | 0,1   |
| 1, 2, 3, 7, 8, 9-esaclorodibenzodiossina (HxCDD)     | 0,1   |
| 1, 2, 3, 6, 7, 8-esaclorodibenzodiossina (HxCDD)     | 0,1   |
| 1, 2, 3, 4, 6, 7, 8-eptaclorodibenzodiossina (HpCDD) | 0,01  |
| octaclorodibenzodiossina (OCDD)                      | 0,001 |